# Tomás Cloma
Tomás Cloma y Arbolente (sinh ngày 18 tháng 9 năm 1904; mất năm 1996) là một luật sư và doanh nhân người Philippines. Tên tuổi của ông gắn liền với sự kiện "khám phá" và tuyên bố quyền sở hữu đối với hàng loạt thực thể địa lý không người thuộc quần đảo Trường Sa mà ông cho là đất vô chủ (terra nullius). Từ thập niên 1970 trở đi, nhà nước Cộng hoà Philippines đã sử dụng sự kiện Cloma làm cơ sở quan trọng cho tuyên bố chủ quyền đối với một phần [lớn] quần đảo này.

## Sự nghiệp
Tomás Cloma y Arbolente sinh ra tại Panglao, tỉnh Bohol thuộc Trung Visayas, Philippines. Cha ông là người bán đảo còn mẹ ông là dân địa phương Bohol.
Năm 15 tuổi, Cloma tìm đến Manila để hoàn tất chương trình trung học tại trường Arellano.
Sau khi tốt nghiệp, Cloma làm việc cho Công ty Đường sắt Manila (ngày nay là Công ty Đường sắt Quốc gia Philippines); tại đây ông trở thành nhân viên tổng đài điện tín được chứng nhận. Nhờ đó, Cloma được phân công đến San Fernando thuộc miền bắc Philippines, nơi ông gặp người vợ tương lai Victoria Luz Borromeo Galves.
Công việc của Cloma tại địa điểm mới là trợ lý biên tập mảng vận tải đường biển cho tờ báo Manila Bullentin. Nhờ tạo dựng được mối quan hệ với những nhân vật có tầm ảnh hưởng nên Cloma dần đạt được tham vọng trong cuộc sống của mình là trở về quê hương Bohol trong tư thế của một người thành đạt. Hàng loạt doanh nghiệp ra đời dưới bàn tay lãnh đạo của ông như Dịch vụ Thông tin Thương mại, Công ty Vận tải đường biển và Thương mại Dagohoy và Tập đoàn Nghề cá Visayas.
Năm 1948, Cloma thành lập Học viện Hàng hải Philippines tại Manila với số học viên ban đầu là hai mươi lăm người. Trường được Bộ Giáo dục Philippines công nhận vào năm 1950. Ngày nay, cơ sở đào tạo này mang tên Trường PMI và là trường hàng hải lớn nhất nước.

## Tuyên bố sở hữu một phần Trường Sa
Năm 1947, Tomás Cloma tìm thấy một số nhóm đảo không người và chưa bị chiếm đóng trong Biển Đông. Với tư cách là chủ sở hữu của một đội tàu đánh cá và một trường đào tạo hàng hải tư, Cloma khao khát thiết lập một nhà máy đóng hộp và khai thác phân chim tại đây. Vì vậy, việc ông "khám phá" và tuyên bố chiếm hữu phần lớn quần đảo Trường Sa sau đó chủ yếu là vì mục đích kinh tế.
Ngày 11 tháng 5 năm 1956, Cloma cùng bốn mươi người khác chính thức chiếm hữu các đảo và đặt tên cả vùng này là Quần đảo Freedomland. Ngày 15 tháng 5, Cloma ấn hành một văn bản mang tên Thông báo với toàn thế giới và dán các bản sao của văn bản này trên từng đảo như một lời tuyên ngôn dứt khoát về quyền sở hữu đối với ba mươi ba "đảo" rải rác trên một vùng nước có diện tích 64.976 hải lý vuông Biển Đông. Ngày 21 tháng 5, Cloma gửi "bản tuyên bố lần thứ hai" tới bộ trưởng Bộ Ngoại giao Philippines để thông báo về việc đặt tên Freedomland cho vùng đất mới chiếm được, đính kèm với một "Bản thông báo về việc thay đổi tên gọi" của các đảo. Ngày 31 tháng 5 năm 1956, Cloma tuyên bố thành lập Lãnh thổ Tự do Freedomland.
Ngày 8 tháng 6 năm 1956, Cloma tiếp tục đến các đảo Trường Sa để tiếp tế lương thực và thực phẩm cho hai mươi chín người còn đóng trên các đảo từ lần "thám hiểm" trước. Phó tổng thống Philippines Carlos Polistico García nói rằng hành động của Cloma "không có tầm quan trọng về chính trị" và nhắc lại rằng trước đây ông đã cảnh báo Cloma "không được làm điều gì có thể gây ra hậu quả về chính trị". Ngày 19 tháng 6, Cloma gửi một bức thư đến đại sứ quán Trung Hoa Dân Quốc ở Manila; nội dung có đoạn:
Xin thông báo với Ngài rằng chuyến thám hiểm lần thứ hai của chúng tôi đã xem xét hầu như toàn bộ các đảo lớn thuộc Freedomland (...) Xin chân thành chuyển đến Chính phủ của Ngài, thưa Ngài, sự thật rằng hành động của chúng tôi không có ý định xúc phạm hoặc thách thức tính chính trực của người Trung Quốc mà chúng tôi rất đỗi kính mến và tôn trọng. Tuy nhiên, chúng tôi tin tưởng rằng Ngài sẽ hiểu rằng cho đến khi câu hỏi về quyền sở hữu được quyết định một cách chính đáng và thoả đáng thì chúng tôi buộc phải bảo vệ những quyền lợi của mình dù là đơn độc trong khả năng của một người quản lý hoặc người giám hộ cho tài sản res nullius [vô chủ].

Ngày 6 tháng 7 năm 1956, Cloma tuyên bố với toàn thế giới về việc thành lập chính phủ riêng cho Lãnh thổ Tự do Freedomland; thủ phủ đặt tại đảo Bình Nguyên. Bản thân Cloma tự xưng là "Chủ tịch Hội đồng Tối cao Nhà nước Freedomland". Cloma còn nêu ra sự khác biệt giữa vùng Freedomland và phần phía tây của quần đảo Trường Sa dù rằng không rõ sự khác biệt đó chính xác là gì.
Lời tuyên bố của Cloma đã vấp phải sự phản đối gay gắt từ các quốc gia láng giềng như Trung Hoa Dân Quốc (Đài Loan), Cộng hoà Nhân dân Trung Hoa và Việt Nam Cộng hoà. Căng thẳng càng bị đẩy lên cao hơn khi ngày 7 tháng 7 năm 1956, Cloma và một số học viên Học viện Hàng hải Philippines gửi lá cờ (mà họ nói rằng đã dỡ khỏi đảo Ba Bình) đến đại sứ quán Trung Hoa Dân Quốc tại Manila. Ngày 24 tháng 9 năm 1956 (chưa chắc chắn vì có nguồn cho là ngày 20 tháng 5 hoặc tháng 7 hoặc tháng 10), Trung Hoa Dân Quốc tái hiện diện tại đảo Ba Bình mà họ đã bỏ hoang từ năm 1950, đồng thời ngăn chặn tàu thuyền của Cloma xuất hiện trong vùng biển gần đó.
Ngày 1 tháng 10 năm 1956, Cloma rời Manila đến Hồng Kông trong hành trình sang thành phố New York. Tại đây, ông tìm kiếm sự hỗ trợ của Felix Berto Serrano, đại sứ Philippines tại Liên Hợp Quốc. Hành trang Cloma mang theo là một cuốn phim tài liệu có nhan đề "Vùng đất Tự do" mà ông dự định sẽ chiếu cho các quan chức Liên Hợp Quốc xem. Ông khẳng định:
Bộ phim tài liệu của chúng tôi sẽ xoá bỏ mọi mối nghi ngờ về tính hợp pháp của những tuyên bố của chúng tôi...

Bộ phim này có những cảnh quay về các hoạt động thực tế của "chuyến thám hiểm tại Freedomland" và các cảnh quay một số hòn đảo. Cloma thậm chí còn nói rằng ông sẽ đàm phán để bán bộ phim cho một hãng ở Hollywood nhằm phát hành phim này trên toàn thế giới. Cũng tại Hồng Kông, Cloma cho biết ông có dự định biến Freedomland thành một dự án định cư cho dân tị nạn từ Trung Quốc, dân chài từ Nhật Bản,...Tuy nhiên, cuối cùng Cloma đã từ bỏ hi vọng về một sự can dự từ Liên Hợp Quốc đối với vấn đề của mình.

## Chính quyền Philippines thay thế Cloma
Từ năm 1968, chính quyền Philippines bắt đầu cho quân đội chiếm một số đảo Trường Sa. Năm 1971, nước này chính thức tuyên bố chủ quyền đối với các đảo Kalayaan với lý do là tuyên bố chủ quyền của các nước khác đã mất hiệu lực do đã bị từ bỏ. Tháng 4 năm 1972, Philippines sáp nhập các đảo Kalayaan vào tỉnh Palawan đồng thời quản lý chúng như một poblácion (tương đương một barangay) với Tomás Cloma là chủ tịch hội đồng khu vực.
Ngày 23 tháng 9 năm 1972, Ferdinand Marcos ban bố tình trạng thiết quân luật tại Philippines. Nắm được việc nhiều người gọi Cloma là "đô đốc", Marcos tống giam Cloma vào Trại Crame vì tội "mạo danh sĩ quan quân đội". Nhờ vậy, chính quyền Marcos đã đạt được mục đích "cưỡng ép" Cloma lập ra "Chứng thư Chuyển nhượng và Từ bỏ Mọi quyền" ký ngày 4 tháng 12 năm 1974. Theo văn bản này, Tomás Cloma và Đồng sự chấp nhận chuyển giao "mọi quyền và lợi ích mà họ giành được" đối với Freedomland dựa trên cơ sở "khám phá và chiếm giữ" và "thăm dò, phát triển, khai thác và sử dụng" với giá chuyển nhượng mang tính tượng trưng là 1 peso.
Ngày 11 tháng 6 năm 1978, Marcos ký sắc lệnh tổng thống số 1596 định rõ phạm vi của Nhóm đảo Kalayaan. Morgan & Valencia (1984) cung cấp một bản đồ so sánh Nhóm đảo Kalayaan do chính phủ Philippines định nghĩa và ranh giới tuyên bố quyền sở hữu của Cloma, theo đó cách tiếp cận của Philippines gần như tương tự với cách tiếp cận của Cloma, trừ một số khác biệt chủ yếu là ở phần phía tây. Có thể kể ra một ví dụ về sự khác biệt này là: trong khi tuyên bố quyền sở hữu của Cloma bao hàm đảo Trường Sa và không bao hàm đảo An Bang thì Philippines lại loại trừ hẳn đảo Trường Sa và gộp thêm đảo An Bang vào Nhóm đảo Kalayaan.

## Những năm cuối đời
Năm 1995, tổng thống Philippines Fidel V. Ramos đã gọi Tomás Cloma là "đô đốc" trong một sự kiện mang tính cộng đồng. Khi Cloma nói rằng ông không phải là đô đốc "chính thức", Ramos đã quyết định trao tặng Cloma danh hiệu Legion of Honor đồng thời tặng ông quân hàm danh dự đô đốc.
Tomás Cloma qua đời năm 1996.